# Mimeusemia centralis
Mimeusemia centralis är en fjärilsart som beskrevs av Rothschild 1896. Mimeusemia centralis ingår i släktet Mimeusemia och familjen nattflyn. Inga underarter finns listade i Catalogue of Life.